# アウトバーン 72
アウトバーン 72（ドイツ語: Bundesautobahn 72, BAB 72 または A 72）はドイツの高速道路、アウトバーンの一路線である。
南西のバイエルン州ホーフから北東のザクセン州ボルナまで153 kmの路線を持つ主要道路である。2018年現在未完成であり、将来的に170 kmの長さを持つようになると計画されている。完成後はライプツィヒまで至る予定。